# Imperial Gala (manzana)
'Imperial Gala es el nombre de una variedad cultivar de manzano (Malus domestica). Un híbrido de manzana diploide de Parental-Madre 'Cox's Orange Pippin' y polen de Parental-Padre 'Delicious'. Un clon rojo mucho más oscuro de 'Tenroy'. Las frutas son muy dulces y jugosas. Tolera la zona de rusticidad según el departamento USDA, de nivel 5 a 8.

## Sinonimia
- "Mitchel".

## Historia
'Imperial Gala' es una variedad de manzana, híbrido de manzana diploide de Parental-Madre 'Kidd's Orange Red' y polen de Parental-Padre 'Golden Delicious'. Ten Hove y Hendrick Willem la encontraron como una sola mutación de yema de Kidd's D-8 en Matamata (Nueva Zelanda) en 1969 y la seleccionaron por su color de piel rojo más uniforme y más profundo que la hacía mucho más comercial.
'Imperial Gala' está cultivada en diversos bancos de germoplasma de cultivos vivos tales como en National Fruit Collection (Colección Nacional de Fruta) de Reino Unido con el número de accesión: 1998-017 y nombre de accesión 'Imperial Gala'

## Características
'Imperial Gala' es un árbol de un vigor moderadamente vigoroso. Portador de la espuela de extensión erguida, moderadamente vigoroso. No es ideal para áreas de cultivo húmedas. Buen cultivo, produce una buena cosecha anualmente, pero es necesario aclararlo para mantener el tamaño de la fruta. Tiene un tiempo de floración que comienza a partir del 2 de mayo con el 10% de floración, para el 4 de mayo tiene una floración completa (80%), y para el 14 de mayo tiene un 90% caída de pétalos.
'Imperial Gala' tiene una talla de fruto medio; forma cónica redondeada, a veces con contorno irregular abultada con una altura promedio de 54,00 mm y una anchura de 67,00 mm; con nervaduras medias; epidermis tiende a ser dura suave con color de fondo es amarillo con un sobre color extenso rubor rojo oscuro, y marcado con rayas más oscuras, importancia del sobre color muy alto, y patrón del sobre color rayado / chapa, algunas manchas de ruginoso-"russeting", especialmente alrededor de la cavidad del tallo, presenta numerosas lenticelas medianas a pequeñas, ruginoso-"russeting" (pardeamiento áspero superficial que presentan algunas variedades) bajo; cáliz es medio y cerrado, asentado en una cuenca estrecha y poco profunda, débil corona; pedúnculo es de longitud medio y de un calibre medio, colocado en una cavidad profunda y estrecha, presenta en sus paredes mancha de ruginoso-"russeting"; carne es de color amarillento, firme, tiene sabor dulce con aromas de vainilla.
Su tiempo de recogida de cosecha se inicia a principios de octubre. Se mantiene bien hasta seis meses en cámara frigorífica.

## Usos
Una excelente manzana para comer en postre de mesa.